# Stammform (Verb)
Als Stammformen eines Verbs werden im Sprachunterricht und in der Grammatik die Formen des Verbs bezeichnet, die als Grundlage zur Bildung der Flexionsformen dienen. Ausgehend von den Stammformen lassen sich durch Anfügung der Flexionsendungen alle Flexionsformen des Verbs ableiten. Die Stammformen decken also alle Erscheinungsformen ab, die der lexikalische Teil des Wortes (Wortstamm) annehmen kann.
Bei den starken Verben des Germanischen ist etwa zwischen vier Stammformen zu unterscheiden: je eine für Präsens und Infinitiv, Präteritum Singular, Präteritum Plural und Partizip Perfekt.

## Deutsch
Im Deutschen werden drei Stammformen unterschieden, Infinitiv (1. Stammform), Präteritum (2. Stammform) und Partizip II (3. Stammform).
- lesen – las – gelesen
- singen – sang – gesungen
- wollen – wollte – gewollt

Viele unregelmäßige Verben verändern zum Teil auch den Präsensstamms. Diese Änderung gilt dann gleichermaßen für den Imperativ. Für Lerner der deutschen Sprache, die sich die Stammformen als mnemonischen Merksatz einprägen, empfiehlt es sich daher, diese um die 3. Person Singular zu erweitern. Man kann diese dem Infinitiv (1. Stammform) zuordnen. Außerdem sollte das Partizip II (3. Stammform) zusammen mit dem Hilfsverb genannt werden. Viele Lehr- und Nachschlagewerke nutzen diese erweiterten Stammformen. In den Beispielen steht die Erweiterung in Klammern.
- lesen – (liest) – las – (hat) gelesen
- singen – (singt) – sang – (hat) gesungen
- wollen – (will) – wollte – (hat) gewollt

## Englisch
Im Englischen bestehen die Stammformen aus dem Infinitiv, dem Präteritum und dem Partizip II:
- sing – sang – sung (‘singen – sang – gesungen’)
- make – made – made (‘machen – machte – gemacht’)
- go – went – gone (‘gehen – ging – gegangen’)

## Latein
Im Lateinischen gibt es drei oder vier Stammformen:
- portāre – (portō) – portāvī – portātum (‘tragen – ich trage – ich trug – getragen’)
- monēre – (moneō) – monuī – monitum (‘ermahnen – ich ermahne – ich ermahnte – ermahnt’)
- dīcere – (dīcō) – dīxī – dictum (‘sagen – ich sage – ich sagte – gesagt’)
- ardēre – (ardeō) – arsī – [kein PPP] (‘brennen – ich brenne – ich brannte’)

Üblich ist im deutschen Sprachraum die Reihenfolge: Infinitiv – (1. Person Sg. Präsens) – 1. Person Sg. Perfekt – Partizip Perfekt Passiv (PPP). In den Schulbüchern wird beim Partizip Perfekt Passiv meist nur der Nominativ Singular Neutrum angegeben, obwohl das Partizip wie ein Adjektiv dekliniert werden kann (portatus/a/um bzw. laudatus/a/um).
Das Lateinische verfügt – ähnlich wie das Deutsche – über eine große Zahl an Verben, die unregelmäßige Stammformen bilden oder kein Partizip besitzen.

## Altgriechisch
Im Altgriechischen sind sogar sieben Stammformen zu lernen: 1. Person Singular Präsens Aktiv, 1. Person Singular Futur Aktiv, 1. Person Singular Aorist (Aktiv oder Medium), 1. Person Singular Perfekt Aktiv, 1. Person Singular Perfekt Medium oder Passiv, 1. Person Singular Aorist Passiv, 1. Person Singular Futur Passiv.
- παιδεύω - παιδεύσω - ἐπαίδευσα - πεπαίδευκα - πεπαίδευμαι - ἐπαιδεύθην - παιδευθήσομαι (‘erziehen, bilden’)

- ἄγω – ἄξω – ἤγαγον – ἦχα – ἦγμαι – ἤχθην - ἀχθήσομαι/ἄξομαι (‘treiben, führen’)